# Ludwik Szperl

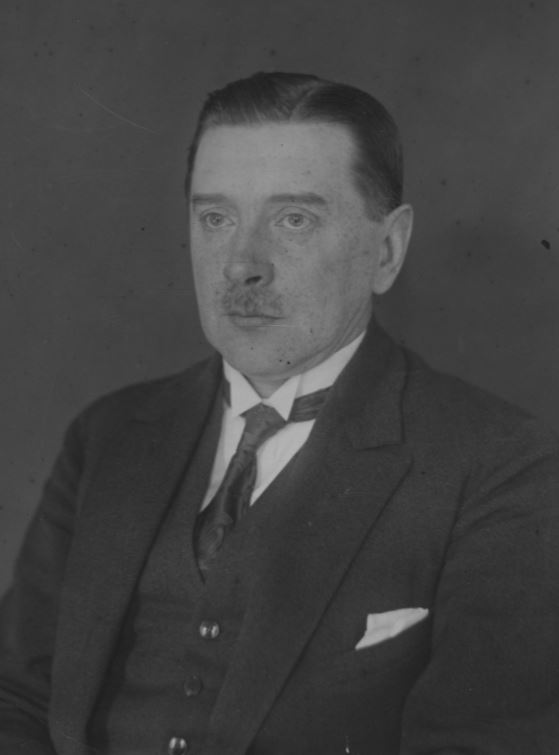
Ludwik Szperl (1927)

Ludwik Szperl (* 21. Juni 1879 in Kielce; † 29. April 1944 in Warschau) war ein polnischer Chemiker (Organische Chemie).
Szperl studierte ab 1897 an der Universität Warschau mit dem Kandidatenabschluss 1901, war Assistent an der Universität und studierte ab 1904 an der ETH Zürich. 1909 bis 1911 lehrte er Organische Chemie und Analytische Chemie an der Universität Warschau und er unterrichtete an einem Gymnasium und an der Landwirtschaftsschule. 1911 erhielt er seinen Magister und 1915 wurde er Dozent am Polytechnikum (Technische Universität Warschau), an dem er 1919 außerordentlicher und 1920 ordentlicher Professor für Allgemeine Chemie wurde und 1926 Professor für Organische Chemie. Er war mehrfach Dekan der Chemiefakultät (zuerst 1917) und 1926 bis 1928 war er Rektor der TU Warschau. Er lehrte auch an der Universität Warschau. Im Zweiten Weltkrieg war er an der Untergrund-Universität.
Er befasste sich vor allem mit Synthese schwefelhaltiger organischer Verbindungen (besonders Thiophen und dessen Derivate) und später Selen-haltige. 